# Jacob Kull
Jacob Kull (auch Jakob Kull) (* 1818 in Lustenau (heute ein Wohnplatz des zu Abtsgmünd gehörenden Ortsteils Laubach); † 1880 in Stuttgart) war ein württembergischer Zeichner, Maler, Lithograph und Fotograf. Er arbeitete in Tübingen und Stuttgart.

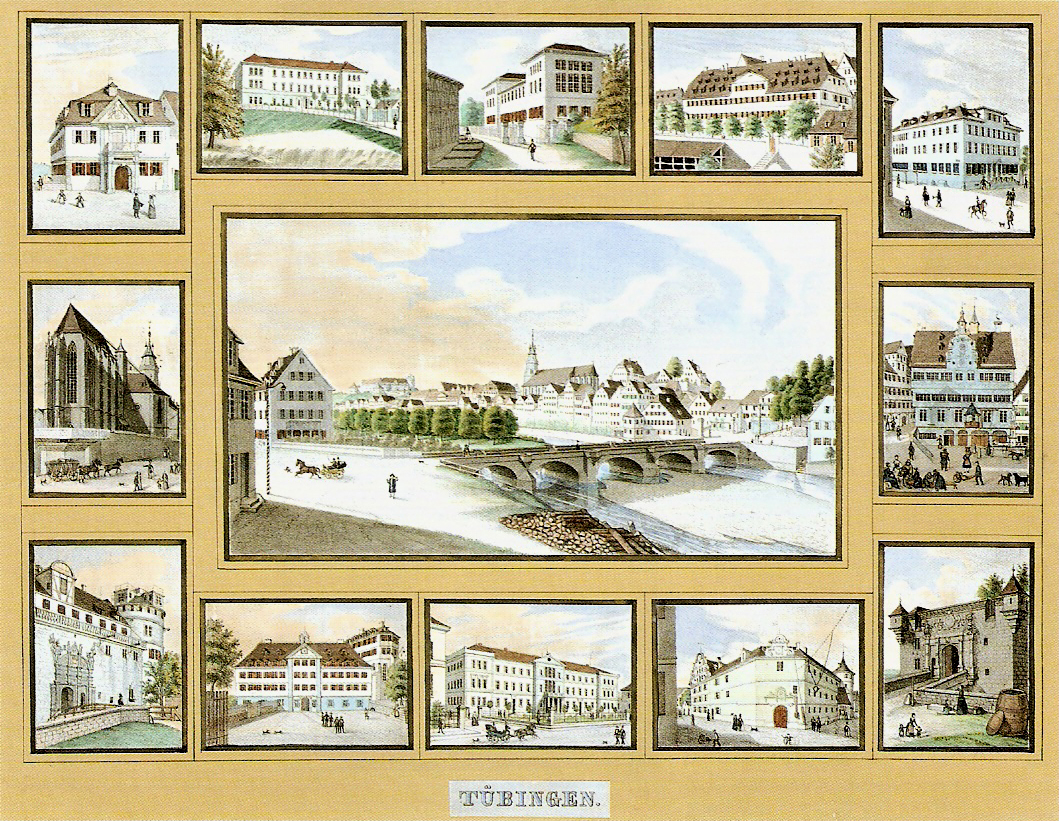
Tübingen (Sammelbild mit 13 Einzelbildern, kolorierte Lithographie, 1850)

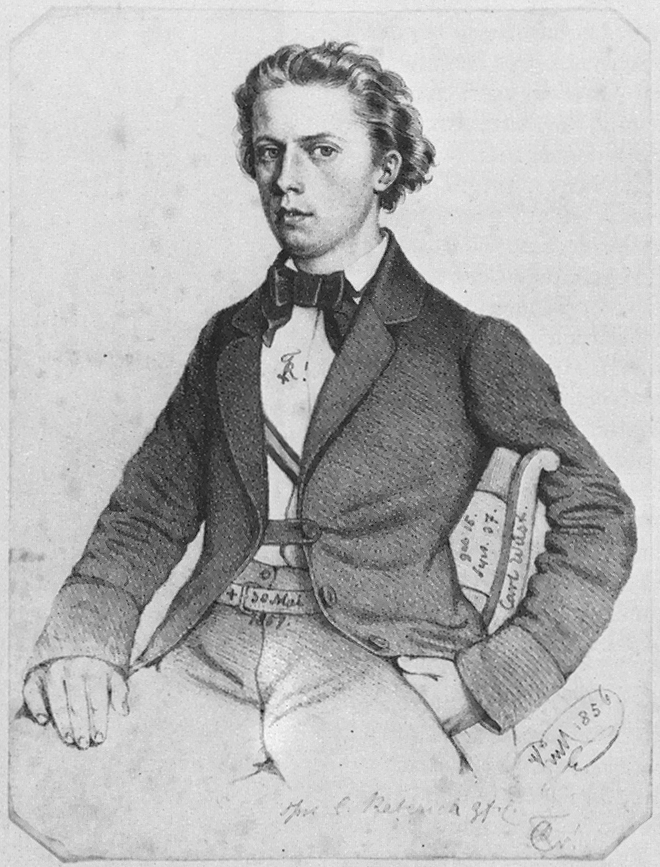
Jacob Kull: Porträt von Carl Wuest († 1857), einem Mitglied der Königsgesellschaft Roigel (Zeichnung, 1857)

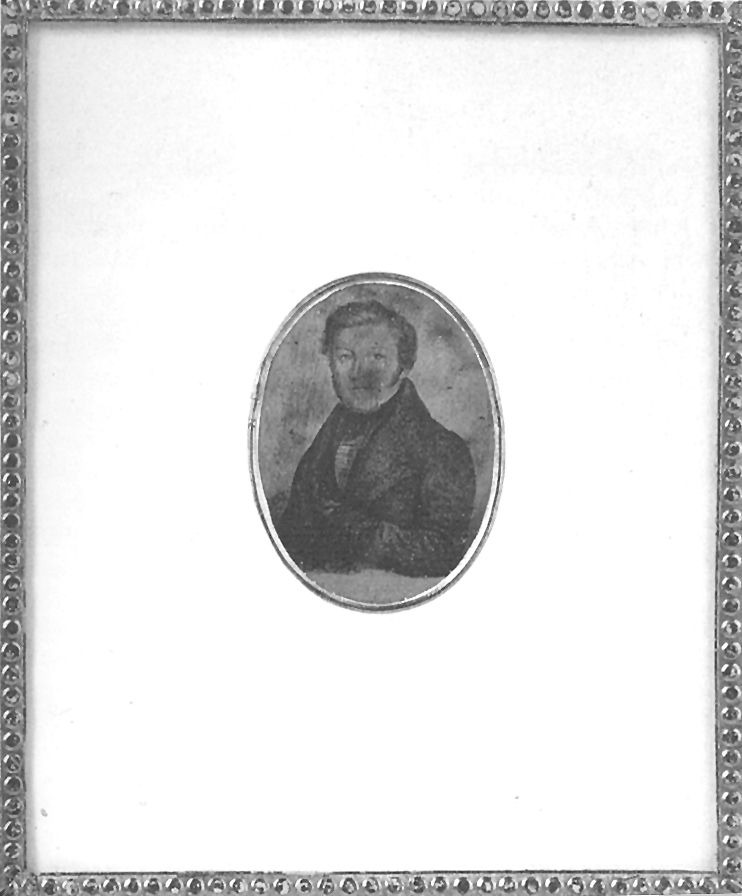
Jacob Kull: Porträt von Christian Friedrich (von) Schmid (Professor für evangelische Theologie, † 1852) (Lithographie nach einer unbekannten Daguerreotypie, um 1850)

## Leben
Jacob Kull war seit 1841 als Zeichner und Lithograph in Tübingen tätig. Er fertigte hauptsächlich Porträts, Brustbilder, die ganz auf das sorgsam ausgearbeitete Gesicht konzentriert waren, sitzende Halbfiguren in der weitläufigen Ikonografie der Gelehrtenbildnisse, ausnahmsweise auch Ganzfiguren. Zu seinen Kunden zählten in erster Linie Tübinger Studenten sowie Universitätsdozenten. Im Laufe der Zeit erweiterte Kull sein Angebot und malte auch in Öl bereits in der ersten Hälfte der 1840er Jahre. Mit den Ölporträts hatte er ein gewisses Ansehen erreicht, denn bereits 1846 gelang es ihm einen Auftrag für ein Porträt für die Tübinger Professorengalerie (Gottlieb Lukas Friedrich Tafel) zu erhalten.
Er zeichnete auch Ansichten von Tübingen. Bekannt ist ein großformatiges Sammelbild (mit 13 Einzelbildern) von Tübingen, das als kolorierte Lithographie für den Verkauf vervielfältigt wurde. Dieses Sammelbild ist zweifelsohne ein beeindruckendes Zeugnis des lithographischen Könnens von Kull. Doch sowohl in der Idee, als auch in der Darstellung mancher Motive kopierte er frühere solche Bilder von Ludwig August Helvig und Carl Baumann.
Um am Puls der Zeit zu bleiben, erweiterte er 1854 sein Angebot auch ums Fotografieren. Er genoss Ansehen in Tübingen, jedoch die große Konkurrenz unter den Porträtisten in dieser Zeit veranlasste ihn dazu, den Wohnort zu wechseln. Im November 1859 ist er nach Stuttgart weggezogen.

## Berühmtere Arbeiten
- 1846 Porträt von Prof. Gottlieb Lukas Friedrich Tafel (1787–1860, Öl auf Leinen, Tübinger Professorengalerie)[7]
- um 1850 Porträt von Prof. Christian Friedrich (von) Schmid (Lithographie nach Daguerreotypie)
- 1850 Tübingen (Sammelbild mit 13 Einzelbildern, aquarellierte Lithographie)
- 1857 Porträt von Carl Wuest (Zeichnung)